# 肥皂 (電影)
《肥皂》（丹麥語：En Soap）是2006年的電影作品，為丹麥導演佩妮萊·費雪·克里斯藤森執導的第一部劇情長片。本片使用了許多帶有逗馬風格的手法拍攝，並於第56屆柏林國際影展獲得評審團大獎銀熊獎。

## 劇情
經營美容中心的夏洛特，不經意認識住在樓下的薇若妮卡；薇若妮卡每天待家裡和狗一起窩著，看看肥皂劇，夢想自己有一天能夠成為真正的女人。剛離開男友的夏洛特無意間刺傷薇若妮卡，產生誤會的雙方進而有意想不到的發展。

## 獎項
| 獎項               | 獎項             | 受獎者                                   | 階段／結果 |
| ------------------ | ---------------- | ---------------------------------------- | ---------- |
| 第56屆柏林國際影展 | 金熊獎           | 佩妮萊·費雪·克里斯藤森 《肥皂》          | 提名       |
| 第56屆柏林國際影展 | 評審團大獎銀熊獎 | 佩妮萊·費雪·克里斯藤森 《肥皂》          | 獲獎       |
| 第56屆柏林國際影展 | 最佳首部電影     | 佩妮萊·費雪·克里斯藤森 《肥皂》          | 獲獎       |
| 第60屆波迪獎       | 最佳丹麥電影     | 《肥皂》                                 | 獲獎       |
| 第60屆波迪獎       | 最佳女主角       | 曲娜·第爾漢                              | 獲獎       |
| 第60屆波迪獎       | 最佳男主角       | 大衛·丹席克                              | 提名       |
| 第24屆羅伯獎       | 最佳影片         | 《肥皂》                                 | 提名       |
| 第24屆羅伯獎       | 最佳導演         | 佩妮萊·費雪·克里斯藤森                   | 提名       |
| 第24屆羅伯獎       | 最佳女主角       | 曲娜·第爾漢                              | 獲獎       |
| 第24屆羅伯獎       | 最佳男主角       | 大衛·丹席克                              | 獲獎       |
| 第24屆羅伯獎       | 最佳男配角       | Frank Thiel                              | 提名       |
| 第24屆羅伯獎       | 最佳女配角       | Elsebeth Steentoft                       | 提名       |
| 第24屆羅伯獎       | 最佳原著劇本     | Kim Fupz Aakeson、佩妮萊·費雪·克里斯藤森 | 提名       |
| 第24屆羅伯獎       | 最佳攝影         | Erik Molberg Hansen                      | 提名       |
| 第24屆羅伯獎       | 最佳剪接         | Åsa Mossberg                             | 獲獎       |
| 第24屆羅伯獎       | 最佳製作設計     | Rasmus Thjellesen                        | 提名       |
| 第24屆羅伯獎       | 最佳服裝設計     | Signe Sejlund                            | 提名       |
| 第24屆羅伯獎       | 最佳化妝         | Anne Cathrine Sauerberg                  | 獲獎       |
| 第24屆羅伯獎       | 最佳音效         | Rune Palving                             | 提名       |
| 第24屆羅伯獎       | 最佳原創配樂     | Magnus Jarlbo                            | 提名       |
| 第24屆羅伯獎       | 最佳歌曲         | Thomas Dybdahl <Damn Heart>              | 提名       |

## 外部連結
- 互联网电影数据库（IMDb）上《肥皂》的资料（英文）
- 開眼電影網上《肥皂》的資料（繁體中文）